# Удовиштво госпође Холројд
„Удовиштво госпође Холројд” је југословенски ТВ филм из 1970. године. Режирао га је Предраг Бајчетић а сценарио је написан по делу  Дејвида Херберт Лоренса.

## Улоге
| Глумац                | Улога |
| --------------------- | ----- |
| Петар Божовић         |       |
| Михаило Миша Јанкетић |       |
| Љиљана Крстић         |       |
| Ратко Сарић           |       |
| Ружица Сокић          |       |
| Неда Спасојевић       |       |
| Олга Спиридоновић     |       |